# Сугіхара Тіуне
Сугіхара Тіуне (яп. 杉原 千畝 Сугіхара Тіуне, Сугівара Семпо; 1 січня 1900 — 31 липня 1986) — японський дипломат, який служив на посаді віце-консула Японської імперії в Каунасі.
Після приєднання Литви до Радянського Союзу, допоміг більш ніж 6000 польським і литовським євреям, які бігством втікали від переслідування нацистів, покинути країну, видаючи транзитні японські візи, за якими був можливий виїзд на Далекий Схід через територію СРСР. У 1985 році за внесок у порятунок євреїв від нацистів Ізраїлем було присвоєно Сугіхара почесне звання Праведника світу.

## Біографія
Народився в 1900 році в сім'ї Йосімідзу і Яцу Сугіхара. Батько хотів, щоб син став лікарем, але Тіуне відмовився від цього, навмисно проваливши іспити на медичний факультет.
У 1918 вступив до Університету Васеда, де вивчав англійську літературу. Однак завершити навчання він не зміг через нестачу коштів. У 1919 пройшов іспит на стипендію міністерства закордонних справ. Сугіхара був відправлений в Харбін, у той час центр російської еміграції, для вивчення російської мови. У Харбіні Тіуне знайомиться з православ'ям і воно настільки вражає його, що він приймає хрещення з ім'ям Павло (за іншими відомостями, Павлом звали священика, який його хрестив, а Тіуне отримав ім'я Сергій).
У 1924 почав роботу в японському посольстві в Харбіні, де перейшов у православ'я під хрещеним ім'ям Павло. 1924 року одружився з Клавдією Семенівною Аполлоновою. Вони розлучилися в 1935 році. Після закінчення навчання Сугіхара працював у МЗС Японії, а потім у МЗС Маньчжоу-го, досягнувши поста заступника міністра закордонних справ. Вів переговори з СРСР про покупку КСЗ японцями.
У 1936 році одружився з Юкіко Кікуті, яка народила трьох дітей. Під впливом чоловіка Юкіко теж приймає православ'я. У 1938 році працював в японському посольстві в Гельсінкі. У березні 1939 року Сугіхара був призначений віцеконсулом у Каунасі, який тоді був столицею Литви. Він був першим японським дипломатом у Литві.
У 1960—1975 він жив у СРСР, працюючи представником японської компанії. У цей період він змінив своє ім'я на Семп Сугівара, щоб у ньому не впізнали колишнього заступника міністра закордонних справ Маньчжоу-го. 1968 року Сугіхару знайшов один з врятованих ним євреїв, ізраїльський дипломат Йошуа Нішрі. 1985 року Сугіхара було присвоєно почесне звання Праведника світу. За станом здоров'я він сам вже не зміг бути присутнім на почесній церемонії — за нього нагороду взяли дружина і син. Сугіхара і члени його сім'ї так само отримали постійне громадянство в Ізраїлі. У цьому ж році, через 45 років після тих подій, відповідаючи на запитання про мотиви видачі віз євреям, Сугіхара дав дві причини: по-перше, біженці теж люди, а по-друге — вони просто потребували допомоги.

## Порятунок євреїв
Після нападу Німеччини на Польщу 1 вересня 1939 і початку Другої Світової Війни, у Литву від німців бігло безліч євреїв. Більшість з них відчайдушно намагалося виїхати далі від війни, що насувалася, але значна частина Європи вже була окупована нацистами, а більшість інших країн заборонили в'їзд єврейських біженців.

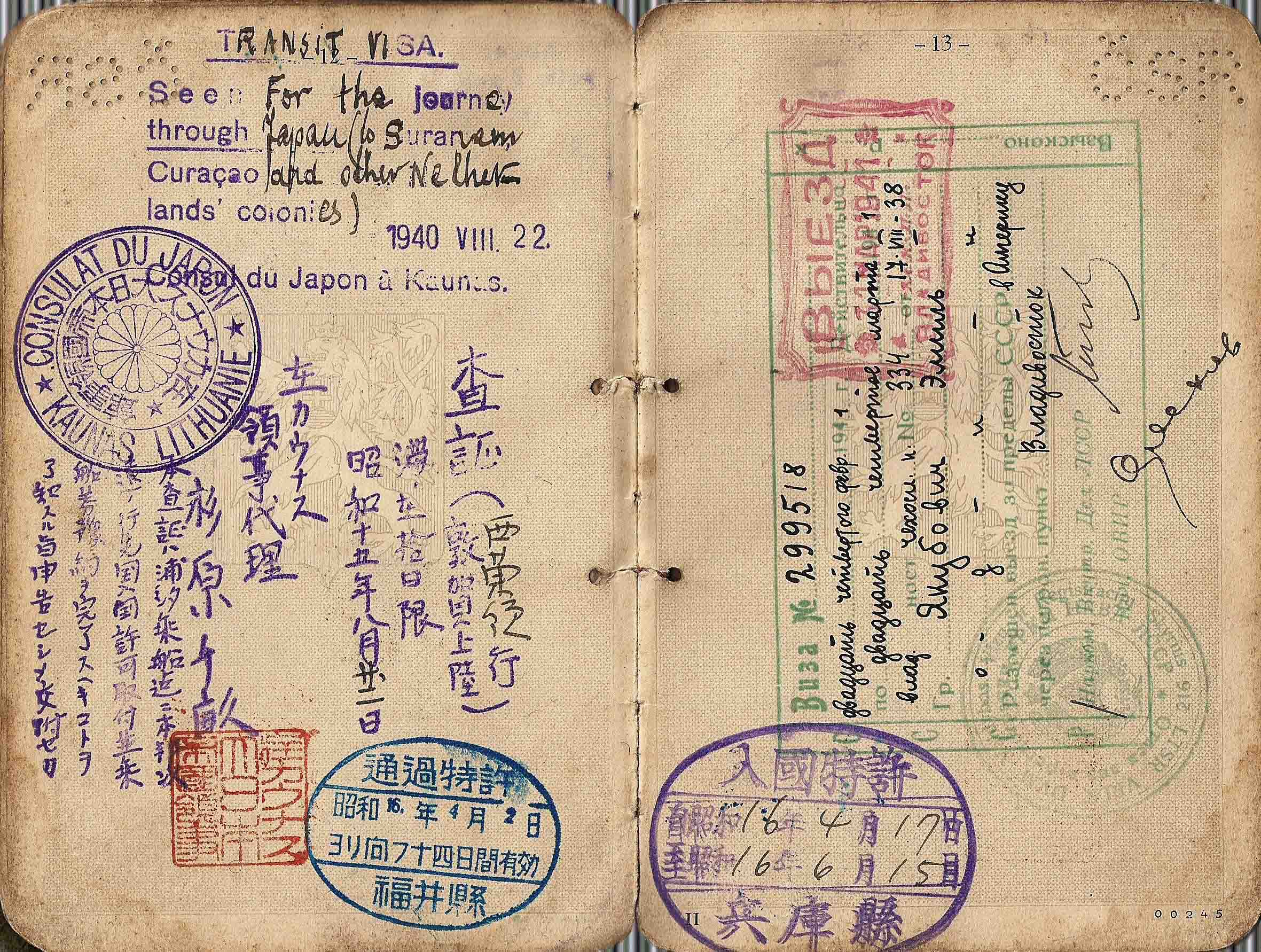
Транзитна віза видана Сугіхарою

Кількома людьми була вироблена наступна схема порятунку євреїв. Хоча Голландія вже була окупована, колонії ще залишалися під владою королеви Нідерландів. Голландський бізнесмен (який торгував електротоварами компанії Philips), консул Нідерландів у Литві Ян Звартендейк (Ян Цвартендійк) видавав євреям свідоцтва про те, що для в'їзду в голландську колонію Кюрасао в'їзна віза не потрібна, які служили певним замінником візи. Радянські дипломати погодилися пропускати людей з такими псевдовізами через СРСР, але тільки за умови, що вони отримають і японську транзитну візу, бо на Далекому Сході вони могли виїхати з СРСР тільки через Японію. Японські транзитні візи видавав Тіуне Сугіхара. У один прекрасний ранок літа 1940 року Юкіко Сугіхара, дружина віце-консула Японії в литовському Каунасі, була розбуджена звуками, що доносяться з-за огорожі їх заміського будинку. Виглянувши з вікна, вона побачила натовп, що зібрався біля воріт консульства. Здавалося, ще трохи, і люди стануть брати штурмом огорожу саду. Назустріч їм крокував її чоловік, консул Японії в Литві Тіуне Сугіхара.
|  | "Це було жахливо, - згадувала Юкіко в бесіді з кореспондентом американської газети "Файненшл Таймс" Полом Абрахамс. - На площі біля будівлі консульства стояли сотні людей - чоловіків, жінок і дітей. Я пам'ятаю їхні очі - втомлені і відчайдушні. Жінки плакали. Маленька дівчинка сиділа в калюжі, змучена і перелякана". |

Люди, стовпилися біля воріт, вони були польськими євреями. Вони прийшли в Литву пішки, рятуючись від нацистського переслідування. Всім їм були потрібні транзитні візи, за допомогою яких вони могли б виїхати з Литви через Радянський Союз в Японію, і далі — в будь-яку іншу країну, яка їх прийме. Але отримати такі папери в той момент було практично неможливо — слідуючи інструкціям своїх урядів, американські, британські та французькі консульства категорично відмовили надати мігрантам транзитні візи. З 31 липня по 28 серпня 1940 Сугіхара займався тільки тим, що видавав візи біженцям. Незабаром у нього закінчилися бланки для віз, і він продовжував виписувати візи від руки за допомогою своєї дружини. На написання віз він витрачав весь свій час, працюючи по 18-20 годин на добу. Всього він виписав, за деякими оцінками, 2139 віз. З огляду на те, що віза видавалася на сім'ю, можна вважати, що завдяки йому виїхало близько 6 тисяч осіб. Як підрахували в наші дні, загальне число дітей, онуків і правнуків біженців, врятованих дипломатами Японії та Голландії, перевищило 50 тисяч.
Коли Тіуне і Юкіко звільнили особняк, закривши консульство, вони ще три дні знімали номер в готелі і продовжували виписувати візи. Навіть сидячи в купе поїзда на Берлін, всі останні хвилини він виписував візи. А коли поїзд рушив, дипломат протягнув консульський штамп через вікно залишивши біженцям — і вони продовжили процедуру без нього, підробляючи підпис. На японському кордоні «спрацювали» не менше 400 віз з підробленими підписами.
Біженці, що отримали візи, перетинали радянський кордон і їхали через СРСР до Владивостока, де сідали на японські пароплави і вирушали до Японії. Більшість з них було відправлено в Шанхай, де вони благополучно пережили війну. Частина виїхала в інші країни тихоокеанського регіону або залишилася в Японії.

## Смерть
Сугіхара помер 31 липня 1986 року. Попри публічний розголос його дій Ізраїлем та іншими державами, він довгий час залишався практично невідомий в своїй рідній країні. І тільки на похороні, де був присутній посол Ізраїлю в Японії і велика делегація євреїв з усього світу, сусіди дізналися про його подвиг. Тепер[коли?] в архіві МЗС Японії в районі Ікура в центрі Токіо розташована постійна експозиція, присвячена Сугіхарі і його діяльності.

## Праведник серед націй
Те, що зробив Сугіхара, вражає своїм масштабом. З 2139 власників віз Японії дісталися 2132 людини. За підрахунками, з урахуванням членів сімей і утриманців Сугіхара врятував від вірної загибелі від 6 до 10 тисяч чоловік. У березні 1941-го кілька сотень євреїв на пароплаві «Амакосу-мару» відбули з Владивостока до Японії для подальшої відправки в країни Північної і Південної Америки. Інші, діставшись до міст Кобе і Цуруга, пізніше рушили до Австралії. Остання група з 74 осіб покинула Владивосток наприкінці квітня 1941 року.
Чому ж тоді ніхто після війни не згадував про Сугіхара? У якійсь мірі він сам того сприяв.
|  | За словами його вдови Юкіко, "після повернення до Японії ми нікому не говорили про те, що сталося в Литві. Ми навіть не знали, чи врятувався хто-небудь з тих, кому були видані візи" |

Тільки в 1968 році, коли Сугіхара відшукали через посольство Ізраїлю в Токіо, колишній консул дізнався, що його старання не були марними. У 1985-му, за рік до своєї смерті, Сугіхара єдиний серед азіатів отримав вищу гуманітарну нагороду Ізраїлю — «Праведник серед націй».
|  | Нещодавно я була в Ізраїлі, і до мене підійшов хлопчик років п'яти або шести, - каже Юкіко Сугіхара. - Він сказав, що його не було б на світі, якби не мій чоловік, який врятував від смерті його діда. Тільки тоді я зрозуміла весь масштаб того, що зробив Тіуне. |

Сьогодні близько 50 000 чоловік — каунаських біженців та їхніх нащадків — зобов'язані своїм життям Сугіхара. Все це — результат праці одного сміливого чоловіка, який протягом місяця видавав перепустки в життя своїми чорнилом і печаткою.